# Rémi Malengreaux
Rémi Malengreaux (17 december 1995) is een Belgische atleet, die is gespecialiseerd in het hamerslingeren. Hij veroverde acht Belgische titels.

## Loopbaan
Malengreaux werd in 2017, na eerder medailles behaald te hebben in 2014 en 2015, voor het eerst Belgisch kampioen hamerslingeren. Ook de volgende zeven jaar veroverde hij de Belgische titel. 
Malengreaux is actief bij Racing Club Gent.

## Belgische kampioenschappen
| Onderdeel      | Jaar                                          |
| -------------- | --------------------------------------------- |
| hamerslingeren | 2017, 2018, 2019, 2020, 2021 2022, 2023, 2024 |

## Persoonlijk record
| Onderdeel      | Prestatie | Datum       | Plaats  |
| -------------- | --------- | ----------- | ------- |
| hamerslingeren | 67,10 m   | 14 mei 2022 | Merksem |

## Palmares
hamerslingeren
- 2014:  BK AC - 58,61 m
- 2015:  BK AC - 55,72 m
- 2017:  BK AC - 58,03 m
- 2018:  BK AC - 61,86 m
- 2019:  BK AC - 61,01 m
- 2020:  BK AC - 63,19 m
- 2021:  BK AC - 64,00 m
- 2022:  BK AC - 62,61 m
- 2023:  BK AC - 61,41 m
- 2024:  BK AC - 62,52 m